# 純種馬

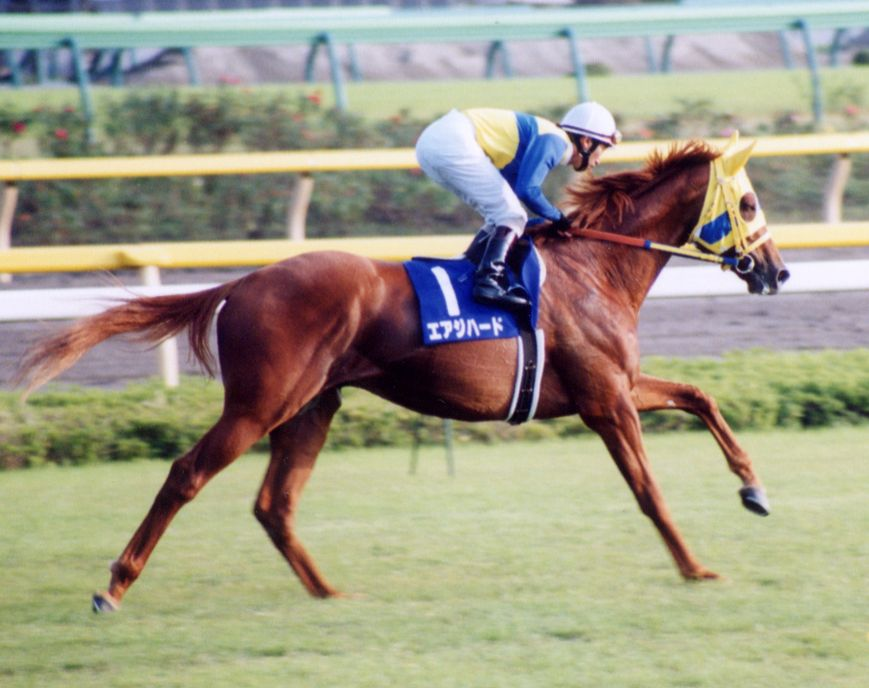
日本的纯种赛马

純種馬（英語：Thoroughbred）是一種為了賽馬而刻意培育出來的馬的品種。雖然廣義的“純種馬”也可以指任何同一品種交配所生的馬，但在育馬和賽馬中所稱的“純種馬”一般只指這一種在英國人工培育的馬種。
純種馬的血統誕生於17世紀至18世紀的英國，由英國當地的牝馬與阿拉伯種的種馬配種而成。所有现代纯种马的血统都可以追溯到17和18世纪最初进口到英国的三匹种马，以及更多的主要由英国人饲养的基础牝马。在18和19世纪，纯血马的品种遍及世界各地；它们从1730年开始被引进北美，并在19世纪进入澳大利亚、欧洲、日本和南美。
四百年間經過不斷的配種人為的淘汰，使得純種馬成為最適合用於競速的品種，一匹健康的純種馬可以在背負50公斤的情況下以60~70km/h的速度奔跑數分鐘。目前全世界每年約生產11萬頭的純種馬，主要用於賽馬以及馬術競技，世界上純種馬的主要生產國有英國、愛爾蘭、法國、美國、加拿大、澳洲、紐西蘭以及日本。

## 特徵
目前純種馬的平均高度約為160~170公分之間，體重從450~500公斤之間。與其他品種的馬比起來純種馬頭部較小且輪廓分明，頸部與四肢較長，胸部與臀部的肌肉也比較發達。常見的毛色有棗色、栗色、棕色與灰色，一般常說的白馬其實大多數都是灰馬，真正的白馬是患有白化症的白子，且其成功誕生之機率只有1/4，（因白子化基因對純血馬而言是百分之七十五的致死基因）因此相當稀有。

## 歷史

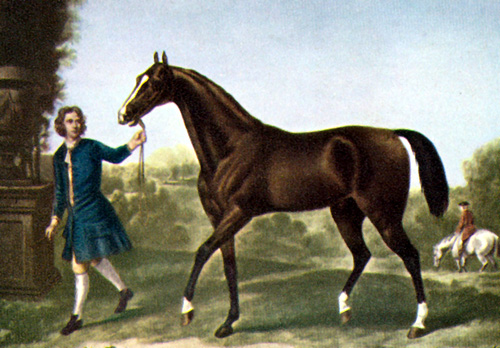
達利阿拉伯（Darley Arabian），纯种马的三个传统基础父系之一

目前世界上所有的純種馬的血統都可以追溯到17世紀至18世紀時的英國，根據育馬大全（General Stud Book）記載，英國從中東引進102匹阿拉伯馬，巴布馬及土耳其馬等的東方種馬與英國當地的牝馬配種，生產出第一代純種馬。
四百年間經過育馬者不斷的人為的淘汰，現今的純種馬直系父線都可追溯到三頭種馬（三大始祖），分別是拜耶爾土耳其 （1680年左右）、達利阿拉伯 （1704年）與高多芬阿拉伯 （1729年），近年來的研究發現全世界約有95%的純種馬直系父線都是源自達利阿拉伯的血統，賽馬史上有名的大種馬日蝕就是達利阿拉伯的玄孫。
其他著名的東方種馬包括聖維特巴布（St. Victor Barb），卻雲棗巴布（Curwen's Bay Barb），艾閣阿拉伯（Alcock Arabian），費法斯摩洛哥巴布（Fairfax Morocco Barb），布朗洛土耳其（Brownlow Turk），達歷黃土耳其（Darcy's Yellow Turk），李斯特土耳其（Lister Turk），及列斯阿拉伯（Leedes Arabian），雖然牠們直系父線已被淘汰，但仍可在母線中找到其血統。而近年來的研究發現，如用父母線所有祖先血統分析，原來現代純種馬有24%來自高多芬阿拉伯 ，比11%的達利阿拉伯還要多。